# Toros Neza

Ursprüngliches Logo

Toros Neza ist ein mexikanischer Fußballverein, der zwischen 1993 und 2000 in der höchsten Spielklasse des mexikanischen Fußballs, der Primera División, vertreten war. 

## Vorgeschichte
Für die Trabantenstadt Nezahualcóyotl östlich von Mexiko-Stadt traten insgesamt 3 Teams in der Primera División an. Den Anfang machte 1978 ein Verein namens CD Coyotes Neza, der die Erstligalizenz des CF Laguna erwarb. Dieser Verein gehörte der ersten Liga ununterbrochen für zehn Jahre an und verkaufte seine Lizenz 1988 an den sportlichen Absteiger UAT Correcaminos. Nach dem Rückzug der Toros bestritt der damals noch in der benachbarten Hauptstadt beheimatete CF Atlante (seit 2007 in Cancún ansässig) seine Heimspiele der Spielzeiten 2002/03 und 2003/04 in der Ciudad Nezahualcóyotl.

## Geschichte der Toros
Nach dem Ausscheiden der Coyotes kam der Erstligafußball 1993 durch den Aufstieg der Universitätskicker von der Universidad Tecnológico de Neza (U.T.N.) in die rasant wachsende Trabantenstadt zurück. Diese Mannschaft benannte sich für ihren Erstligaauftritt um in Toros de Neza – und wurde gleich in ihrer ersten Spielzeit mit einem bis dahin im mexikanischen Fußball nie gekannten Problem konfrontiert. Der Mexikanische Fußballverband bezweifelte nämlich die Erstligatauglichkeit der Heimspielstätte der Toros Neza insofern, als er die Sicherheit in diesem Stadion für nicht gewährleistet sah. Eine Untersuchung bestätigte diesen Anfangsverdacht und so war der Verein gezwungen, die meisten Heimspiele seiner ersten Erstligasaison im Estadio Hidalgo von Pachuca auszutragen, was auch eine zeitweise Umbenennung in Toros Hidalgo zur Folge hatte. Die Bedenken der FMF muten allerdings insofern seltsam an, als dieses Stadion überhaupt erst wenige Jahre zuvor für die WM 1986 errichtet worden war.
Aufgrund dieser Turbulenzen kam der Erstligafußball faktisch also erst im Sommer 1994 nach Nezahualcoyotl zurück. 
Im Gegensatz zu ihrem Vorgängerverein Coyotes konnten die Toros durch die Vizemeisterschaft und das Erreichen des Pokalfinals im Jahr 1997 auf gewisse Weise Fußballgeschichte schreiben. Zudem gelang 1997 der Gewinn der Copa Parmalat. Der Erfolgskader der Mannschaft von 1997 bestand aus folgenden Spielern: Pablo Larios, Juan Gutiérrez (Tor) – Humberto González, Federico Lussenhoff, Miguel Herrera, Carlos Briseño, Pedro Osorio (Abwehr) – Javier Saavedra, Jesús López Meneses, Antonio Mohamed, Guillermo Vázquez, Manuel Virchis, Miguel Ángel Murillo Cancino, Humberto Romero, Carlos Reynoso (Mittelfeld) – Rodrigo Ruiz, Germán Arangio, Óscar Vega, Nidelson Silva de Melo, Ramiro Romero, Carlos García (Sturm). Trainer: Enrique Meza.
Doch bereits drei Jahre später ging der gerade erst im Aufgehen begriffene Stern des Vereins mit dem Abstieg in die zweite Liga schnell wieder unter. Nach einer zweijährigen Zugehörigkeit zur zweiten Liga (2000 bis 2002) verkauften die Toros ihre Lizenz an ein neues Franchise mit der Bezeichnung Gavilanes de Nuevo Laredo, das sich seinerseits bereits nach einer katastrophalen Halbserie mit nur einem Sieg aus 19 Spielen wieder zurückzog. Die Toros wurden zu einem späteren Zeitpunkt reaktiviert und spielten in den Spielzeiten 2011/12 und 2012/13 noch einmal in der zweiten Liga, bevor sie sich nach einem verlorenen Aufstiegsfinale (2013 gegen den CF La Piedad) durch Lizenzverkauf erneut aus der Liga zurückzogen.

## Die Trainer der Toros in der Primera División
| Saison    | Trainer                                                    |
| --------- | ---------------------------------------------------------- |
| 1993/94   | Jorge Gómez                                                |
| 1994/95   | Jorge Gómez (bis 7. Sp.) / Carlos Reinoso (ab 8. Sp.)      |
| 1995/96   | Carlos Reinoso (bis 12. Sp.) / Alberto Guerra (ab 13. Sp.) |
| Inv. 1996 | Enrique Meza                                               |
| Ver. 1997 | Enrique Meza                                               |
| Inv. 1997 | Manuel Manzo                                               |
| Ver. 1998 | Manuel Manzo / Everardo Rodríguez / Manuel Aranda          |
| Inv. 1998 | Manuel Aranda / José Luis Trejo / Manuel Manzo             |
| Ver. 1999 | Alberto Guerra                                             |
| Inv. 1999 | Alberto Guerra / Jorge Vieira                              |
| Ver. 2000 | Nelson Sanhueza                                            |